# Ochsenzoll (metrostation)
Ochsenzoll is een metrostation in het stadsdeel Langenhorn van de Duitse stad Hamburg. Het station werd geopend op 1 juli 1921 en wordt bediend door lijn U1 van de metro van Hamburg.
- Virtual International Authority File: 313292598